# 青山哲也
青山 哲也（あおやま てつや、1940年4月3日 - 2006年8月14日）は、日本の俳優。本名、工藤 幸隆（くどう ゆきたか）。東京出身。
1966年、劇団新派に入団。初代水谷八重子に師事し、舞台を中心に活躍。『春の坂道』、『花神』などテレビドラマにも出演した。
2006年8月14日午前1時36分、膵臓癌のため都内の病院で死去。享年66。

## 出演

### テレビドラマ
- 大河ドラマ（NHK）
  - 竜馬がゆく（1968年） - 三条実美 役
  - 春の坂道（1971年） - 徳川秀忠 役
  - 元禄太平記（1975年）
  - 花神（1977年） - 松蔵 役
- ザ・サスペンス / ソープ嬢モモ子シリーズ2・聖母モモ子の受難（1983年）

### 舞台
- 遊女夕霧
- 湯島詣
- 恋女房
- 鶴八鶴次郎